# Cassano all’Ionio
Cassano allo Ionio – miejscowość i gmina we Włoszech, w regionie Kalabria, w prowincji Cosenza.
Według danych na rok 2004 gminę zamieszkiwało 17 930 osób, 116,4 os./km².